# 中国人民解放军总直属军事法院
中国人民解放军总直属军事法院，位于北京市，隶属于中央军委政法委员会，是中国人民解放军中级军事法院之一。

## 简介
中国人民解放军总直属军事法院成立前，有中国人民解放军总直属队军事法院、中国人民解放军总直属队第二军事法院、中国人民解放军海军军事法院、中国人民解放军空军军事法院、中国人民解放军第二炮兵军事法院、中国人民武装警察部队军事法院。
- 中国人民解放军总直属队军事法院：位于北京市西城区厂桥北海后门，是正师级单位。总政治部、总后勤部、总装备部、第二炮兵、国防大学、军事科学院、国防科技大学，从战士到副师级干部，涉嫌刑事犯罪的，由军事检察院提起公诉的案件，由中国人民解放军总直属队军事法院审理。同时，该法院还承担上述单位的民事一审案件或民事生效判决的执行。[1][2][3]
- 中国人民解放军总直属队第二军事法院：位于北京市，是正师级单位。1997年，中央军委批准成立中国人民解放军总直属队第二军事法院。中国人民解放军总直属队第二军事法院审理中国人民解放军总参谋部所属部队、院校等单位的刑事和民事的一审案件。[1][3]
- 中国人民解放军海军军事法院：正师级单位。审理中国人民解放军海军所属部队、院校等单位的部分刑事和民事的一审、二审案件，并承担审判监督、申诉案件、来信来访、民事案件生效判决的执行等工作。[1][3]
- 中国人民解放军空军军事法院：正师级单位。审理中国人民解放军空军所属部队、院校等单位的部分刑事和民事的一审、二审案件，并承担审判监督、申诉案件、来信来访、民事案件生效判决的执行等工作。[1][3]
- 中国人民解放军第二炮兵军事法院：2014年3月成立，管辖中国人民解放军第二炮兵所属部队、院校等单位的军事检察工作。[4]
- 中国人民武装警察部队军事法院：正师级单位。审理中国人民武装警察部队所属部队、院校等单位的部分刑事和民事的一审、二审案件，并承担审判监督、申诉案件、来信来访、民事案件生效判决的执行等工作。中国人民武装警察部队没有直属法院，中国人民武装警察部队总部直属单位的案件由中国人民武装警察部队北京军事法院承担。[1][3]

2015年11月，中央军委主席习近平在军委改革工作会议上要求，“组建新的军委政法委，调整军事司法体制，按区域设置军事法院、军事检察院，确保它们依法独立公正行使职权。”2016年6月29日，中华人民共和国最高人民法院官网发布《关于重新编制发布军事法院代字的通知》（法〔2016〕142号），其中中国人民解放军总直属军事法院属于中级军事法院，法院代字“军07”，并且又新设中国人民解放军直属军事法院作为基层军事法院。 2016年7月报道称，中央军委政法委已在北京举行全军军事法院、军事检察院调整组建大会。

## 机构设置
- 立案庭
- 民事审判庭
- 刑事审判庭
- 审判监督庭

## 历任院长
| 中国人民解放军总直属队军事法院院长 …… - 程家荣 大校（？—1994年3月） - 盖新琦 大校（？—？） …… - 孔德学 大校（？—？） …… | 中国人民解放军总直属队第二军事法院院长 …… - 陈万国 大校（？—？） …… |

| 中国人民解放军海军军事法院院长 - 杨怀珠 大校（？—1961年） …… - 杜焕明 海军大校（？—？） …… - 李星光 海军大校（？—？） - 傅晓东 海军大校（？—？） | 中国人民解放军空军军事法院院长 …… - 邢洪波 空军大校（？—？） |

| 中国人民解放军第二炮兵军事法院院长 | 中国人民武装警察部队军事法院院长 …… - 邵建华 武警大校（？—？） |

中国人民解放军总直属军事法院院长
| 院长 - 傅晓东 海军大校（2016年—） | 副院长 |

## 对应基层军事法院
- 中国人民解放军直属军事法院